# Wiktor Wolski (latynoamerykanista)
Wiktor Wacławowicz Wolski (ros. Виктор Вацлавович Вольский, ur. 10 sierpnia 1921 w Złynce, zm. 18 listopada 1999 w Moskwie) – radziecki latynoamerykanista, geograf ekonomiczny, wojskowy, Bohater Związku Radzieckiego (1945).

## Życiorys
Urodził się w rodzinie szlacheckiej. Deklarował narodowość litewską. Skończył 10 klas szkoły, uczył się w Białoruskim Leśnym Instytucie Technicznym w Homlu, od września 1940 służył w Armii Czerwonej. Od sierpnia 1941 uczestniczył w wojnie z Niemcami jako dowódca baterii, biorąc udział m.in. w obronie obszarów podbiegunowych, jesienią 1942 został ciężko ranny w obie nogi i odesłany do szpitala. W kwietniu 1943 został pomocnikiem dowódcy, później dowódcą plutonu w 1354 pułku artylerii 27 Dywizji Artylerii, walczył na Froncie Stepowym, Woroneskim i 2 Ukraińskim. Brał udział w bitwie kurskiej, forsowaniu Dniepru i wyzwalaniu Prawobrzeżnej Ukrainy i Mołdawii. Szczególnie wyróżnił się w operacji jasko-kiszyniowskiej w sierpniu 1944, gdy 18 km na wschód od miasta Vaslui jego pluton odparł 5 kontrataków wroga. Został wówczas ciężko ranny i do lutego 1945 leczył się w szpitalu, później brał udział w oblężeniu Budapesztu i walkach w Czechosłowacji. W 1945 ukończył kursy młodszych poruczników i wkrótce po wojnie został zwolniony do rezerwy.
W 1949 ukończył studia w Instytucie Stosunków Międzynarodowych Ministerstwa Spraw Zagranicznych ZSRR (MGIMO), w którym następnie pracował jako wykładowca, adiunkt i starszy pracownik naukowy, w 1959 objął katedrę geografii ekonomicznej i geografii społecznej zagranicy Wydziału Geograficznego Moskiewskiego Uniwersytetu Państwowego im. Łomonosowa. Od 1967 do 1992 był dyrektorem Instytutu Ameryki Łacińskiej Akademii Nauk ZSRR, od 1993 pracował w Rosyjskiej Akademii Nauk. Napisał ok. 300 prac naukowych z dziedziny problemów społeczno-ekonomicznych i politycznych Ameryki Łacińskiej i zagadnień ekonomiki światowej. Był założycielem szkoły naukowej latynoamerykanistyki w ZSRR. Od 1969 do 1993 był redaktorem naczelnym pisma "Latinskaja Amerika". W 1984 został członkiem korespondentem Akademii Nauk ZSRR. W 1966 otrzymał stopień doktora, a w 1967 profesora. W 1973 został doktorem honoris causa Uniwersytetu San Marcos w Limie (Peru), w 1978 Kolumbijskiego Narodowego Uniwersytetu Simóna Bolívara w Barranquilli, w 1981 Uniwersytetu São Paulo (Brazylia), a w 1987 Uniwersytetu Hawańskiego (Kuba). Był honorowym członkiem Towarzystwa Geograficznego Santo Domingo (Dominikana, 1970), Towarzystwa Geograficznego Limy (Peru, 1969), Meksykańskiego Towarzystwa Geografii i Statystyki (1990) i Argentyńskiego Towarzystwa Ekonomicznego (1991). Był honorowym obywatelem Nowozybkowa (1981), Quito (Ekwador, 1974), Guadalajary (Meksyk, 1974), Jalapy (Meksyk, 1987), Méridy (Meksyk) i Rio de Janeiro (Brazylia, 1985). Został pochowany na Cmentarzu Wagańkowskim. Jego imieniem nazwano audytorium nr 1801 Moskiewskiego Uniwersytetu Państwowego im. Łomonosowa.

## Odznaczenia i nagrody
- Złota Gwiazda Bohatera Związku Radzieckiego (24 marca 1945)
- Order Lenina (1945)
- Order „Za zasługi dla Ojczyzny” IV klasy (1996)
- Order Wojny Ojczyźnianej I klasy (1985)
- Order Czerwonego Sztandaru Pracy (dwukrotnie, 1975 i 1986)
- Order Przyjaźni Narodów (1981)
- Order Czerwonej Gwiazdy (1944)
- Order „Znak Honoru” (1971)
- Nagroda Państwowa ZSRR (1987)
- Order Przyjaźni Narodów I klasy (NRD, 1981)
- Order Andrésa Bello I klasy (Wenezuela, 1975)
- Wielka Oficerska Gwiazda Orderu Za Wybitne Zasługi (Peru, 1980)
- Order Orła Azteckiego I klasy (Meksyk, 1983)
- Medal Za Zasługi (Czechosłowacja, 1969)
- Medal Braterstwa Broni (Kuba, 1984)

I inne.